# 邁克爾·特凱
邁克爾·特凱（德語：Michael Türkay，但有時華文文獻會寫作；1948年4月3日—2015年9月9日），是德国动物学家和海洋科学家。他專長於海洋短尾次目物種的分類、形態學，有「世界甲殼類動物巨塔」的美譽。

## 生平
邁克爾·特凱生於美因河畔法兰克福，當時正值第二次世界大战戰敗的德國。

### 求學生涯
邁克爾·特凱在美因河畔法蘭克福的約翰沃爾夫岡歌德大學學習生物學，直至1973年獲得文憑。1983年取得博士學位，畢業論文的題目是（地蟹科物種的形態分類學專著）。

### 研究生涯
經過訓練後取得特许任教资格，他被任命為法蘭克福大學的臨時教授，負責特殊動物學和无脊椎动物形態學等領域。
在學生時代，特凱就成為森肯貝格自然研究會的成員。1964年至1974年，他作為自由職業者工作，1974年至1976年在森肯貝格研究所的甲殼動物科擔任助理。自1967年起，他開展了關於十足目甲殼類動物的科研工作，並發表了相關論文。自1976年起，他作為研究助理擔任該研究所甲殼類動物科的負責人，並描述了幾個新的甲殼類動物（蟹類）物種。
1989年至2014年任森肯伯格研究所動物學第二學系（即現在的「海洋動物學系」）主任，1997年至2007年任研究、人力資源和財務領域的副主任。2002年，他接管了研究管理。從 2007 年到 2013 年退休，他是森肯貝格自然研究會（SGN）的董事會成員和副總幹事。多年來，他一直擔任森肯貝格學校的負責人，該學校為自然歷史博物館培訓科學助理。
他以北海研究與跟隨流星號科學船一起在大西洋、地中海和紅海探索深海而聞名。

## 著作
邁克爾·特凱與埃卡特·维茨格曼和克里斯蒂安·托布纳共同編寫了有關貽貝、蝦和魚的食譜。

## 外部連結
- 邁克爾·特凱（德国国家图书馆目录相关文献）
- Webseite von Michael Türkay auf senckenberg.de
- Inga Janovic: Senckenberg trauert um Meeresforscher Türkay, FNP, 16. September 2015